# بنجامین لینوس
بنجامین «بن» لینوس (به انگلیسی: Benjamin Linus) نام شخصیت داستانی مجموعه تلویزیونی گمشدگان محصول کانال ای بی سی آمریکا می‌باشد. ایفاگر این شخصیت مایکل امرسون بازیگر برنده جایزه امی می‌باشد. وی رهبری دیگران را برعهده دارد.
مادر بن چندی بعد از به دنیا آوردن وی مرد. او در کودکی توسط پدرش به جزیره آورده شده‌است و بعد از از بین بردن اعضای ابتکار دارما از جمله پدرش، رهبری دیگران را به عهده می‌گیرد.
او در انتهای سریال به عنوان دستیار هارلی در جزیره می‌ماند.